# The Castle of Perseverance
The Castle of Perseverance (Il castello della perseveranza) è un morality play del XV secolo di autore anonimo.
Datato all'incirca in un periodo che va dal 1425 al 1440, è il primo manoscritto teatrale in medio inglese pervenutoci nella sua interezza. Si compone di circa 3649 versi e l'originale è conservato presso la Folger Shakespeare Library di Washington.
Oltre al valore storico e filologico, The Castle of Perseverance ha seria importanza nella storia del teatro: a differenza di altri morality plays, infatti, nel manoscritto era incluso un bozzetto di scena dal quale è stato possibile ricostruire lo svolgimento della rappresentazione.

## Trama
Il protagonista della moralità è Mankind (in lingua italiana: Umanità), che rappresenta il genere umano nella sua interezza. Come di consueto nel genere teatrale al quale appartiene, il protagonista è alle prese con le tentazioni del male alle quali deve far fronte con virtù religiosa e morale cristiana: ignorati i consigli dell'angelo buono, Mankind si trova a seguire l'angelo malvagio, fino ad arrivare alla parte finale dove Dio scaglia il suo monito contro l'uomo e le tentazioni che lo attanagliano e lo deviano dalla retta via.

## Rappresentazione scenica
Dal bozzetto di scena pervenutoci, è possibile vedere come la rappresentazione avvenisse tramite la disposizione di luoghi deputati (le cosiddette mansiones del teatro medievale) nel numero di cinque. Ognuna di esse rappresentava un luogo scenico preciso dove prendeva posto l'azione svolta con un singolo personaggio del dramma: il Mondo, Dio, Belial, Cupidigia ed Ansietà. Al centro delle mansiones si staglia una torre, residenza di Mankind, sotto la quale vi era un letto che conteneva l'anima di Mankind, pronta ad elevarsi al monito del divino. L'intero cerchio dei luoghi deputati era circondato da un fossato pieno d'acqua e l'iscrizione sul manoscritto recita che, in mancanza di questo, sarebbe stato adatto anche un'alta palizzata. Sempre nelle iscrizioni è possibile riconoscere il carattere spettacolare della rappresentazione, la quale imponeva a Belial l'utilizzo di tubetti di polvere da sparo, usati anche comicamente.